# Malmö Strumpfabrik

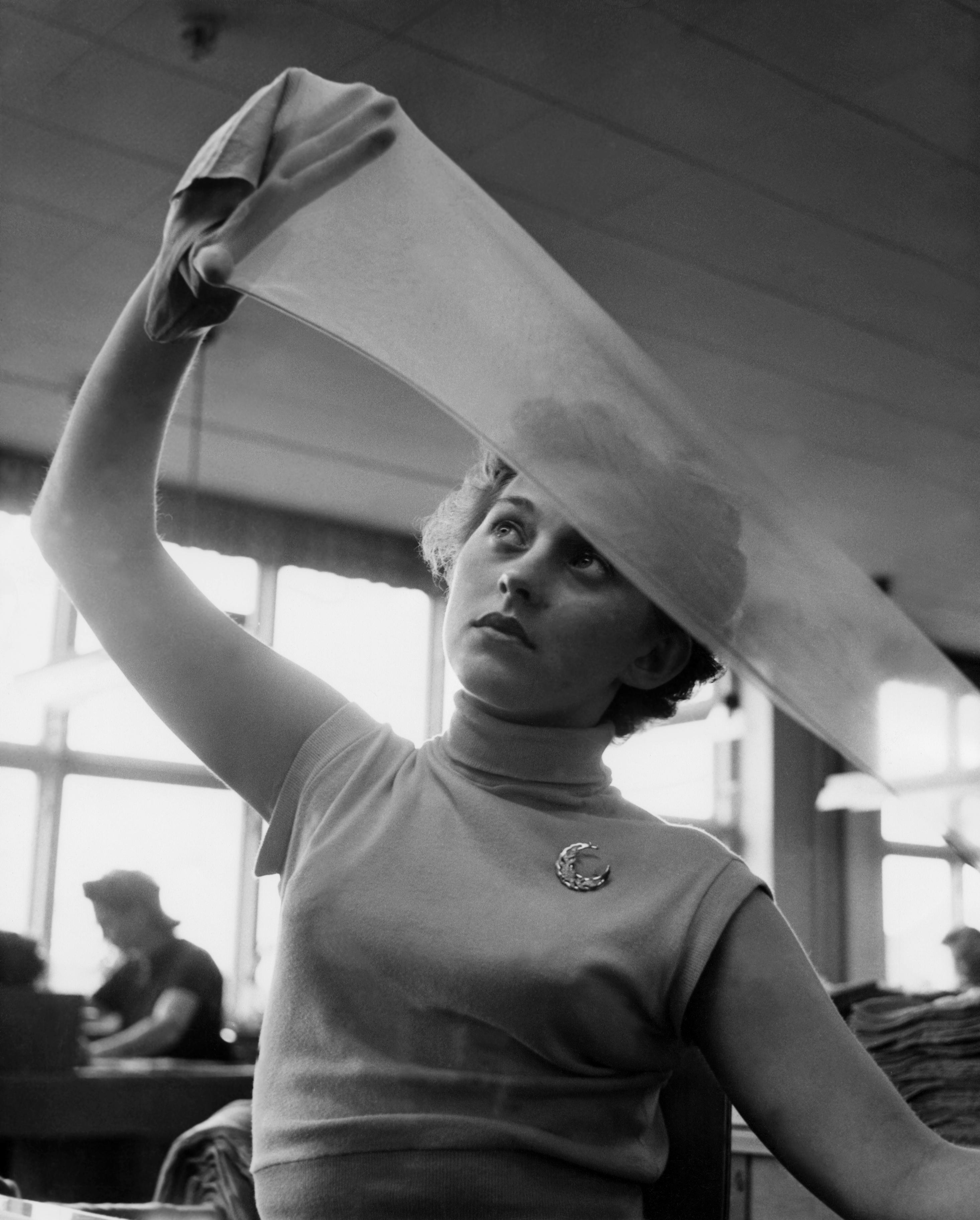
Kontroll av nylonstrumpor vid Malmö Strumpfabrik, 1954. En kvinna håller upp en strumpa mot ljuset för att undersöka kvaliteten.

AB Malmö Strumpfabrik, även kallad Strumpan, var en svensk strumpfabrik i Malmö som bedrev tillverkning mellan åren 1926 och 1992.

## Historik
AB Malmö Strumpfabriks historia börjar 1926 med att den svenskfödde före detta grosshandlaren Kurt Levin grundade aktiebolaget Nordisk Strømpefabrik i Köpenhamn. Samma år reducerades tullen på silkesstrumpor och då var det inte lönsamt att tillverka strumpor i Danmark så verksamheten flyttades till Malmö.
Malmöfabriken grundades 1926 och blev inregistrerad 1927. Företaget hade sju rundstickningsmaskiner och sju anställda. De arbetade i små lokaler vid Torggatan 20 C. År 1927 sysselsatte företaget ett 70-tal anställda och 1929 hade Malmö Stumpfabrik 845 anställda. När Scania-Vabis flyttade sin verksamhet 1929 övertog strumpfabriken tomten vid Trelleborgsvägen.
År 1933 påbörjades en utbyggnad av fabriken och investeringar i form av maskininköp gjordes. Samtidigt råkade företaget i trångmål på grund av den snabba expansionen. År 1932 blev Åke Wiberg delägare i strumpfabriken, och holdingbolaget AB Strumpfabriksintressenter bildades. Holdingbolaget ägde alla aktier i Malmö Strumpfabrik. Samma år knöts kamrer Tancred till företaget vilken kom att stanna en lång tid. År 1933 inköptes Victor Samuelsons Tricotfabrik i Mölndal och hela maskinparken samt personal flyttade ner till Malmö. Flera dotterbolag bildades under 1920- och 1930-talen, till exempel Malmö Herrstrump & Färgeri AB 1930, AB Färgeriindustri 1928, AB Voguestrumpan 1936 och AB Barnstrumpan 1939.
Fabriken specialiserade sig tidigt på tillverkning och marknadsföring av damstrumpor och på 1930-talet blev natursilkesstrumporna förhärskande. Den nya produktionen salufördes under märkesnamnen Nivella och Vogue. Nivella såldes till grossister som sålde vidare till detaljister, medan Vogue salufördes som den exklusiva strumpan och förbehölls varuhus och ett begränsat antal specialaffärer. Redan tidigt insåg Malmö Strumpfabrik vikten av modefärger och 1936 introducerades modefärgerna Umbra och Sirocco. Malmö Strumpfabrik arbetade mycket med marknadsföring. Varumärket Nivella informerade grossisterna och deras inköpare på ort och ställe, biträden bjöds in och tidningen Nivella-Nytt gavs ut. Vogue hade speciella Vogue-aftnar, tidningen Vogue-Nytt introducerades och under 1967 påbörjades en "strumpskola" i form av en brevkurs för biträden.

## Krigsåren
Under krigsåren 1939–1945 fick Malmö Strumpfabrik problem med bland annat råvaruanskaffningen och arbetskraften. Många av cottonstickarna var inkallade till militärtjänstgöring. Mitt under kriget avled grundaren Kurt Levin och 1945 tillträdde Karl Almström som produktionschef. Målsättningen blev nu att ständigt försöka rationalisera och förenkla arbetsmetoderna. Ett framgångsrikt exempel var införandet av det så kallade Bedaux-systemet, en tidsstudiemetod och ackordlönsystem för rationalisering av produktionen. Under 1940-talet tillkom ytterligare ett par dotterbolag: Handelsaktiebolaget Nitton 1941, AB industriagenter 1943, fastighetsbolaget Fastighets AB Reval 1941, AB Nivella 1943, Industri & Byggnads AB Suecia 1947 och AB Lindex 1947.
År 1947 vann nylonet insteg i strumptillverkningen i Malmö och tog över marknaden från natur- och konstsilke, år 1951 introducerades silkesnylonstrumporna och redan 1953 började Malmö Strumpfabrik att tillverka strumpor av crepenylon.

## Personalfrämjande åtgärder
År 1934 bildades AB Malmö Strumpfabriks Arbetares Sjukkassa och varje arbetare var skyldig att tillhöra denna sjukkassa. Sjukkassan var verksam tills Malmö Centralsjukhuskassa tog över 1955. År 1934 bildades Strump-bandet, en kamratföreningen för tjänstemän.
År 1941 inköptes fastigheten Långstorp 1:14 vid Frostavallen där personalen kunde tillbringa sin semester. Friluftsgården bedrevs av Föreningen Malmö Strumpfabriks Personalförening u.p.a., vilken också stod som ägare. Vid samma tid bildades konstföreningen vilken var verksam mellan 1941 och 1960.
På Malmö Strumpfabrik fanns också en personalrestaurang. Den drevs från 1947 av AB Malmö Strumpfabriks Arbetares Intresseförening tills 1970 då, Malmö Strumpfabrik tog över verksamheten. År 1949 bildades föreningarna Nivella och Voguestrumpan u.p.a. vilka bland annat hade till ändamål att främja sina medlemmars intressen genom att köpa och sälja fast egendom. Bolaget instiftade också tre pensionsstiftelser: AB Malmö Strumpfabriks Pensionsstiftelse för tjänstemän 1942, AB Malmö Strumpfabriks Pensionsstiftelse 1948 och Malmö Strumpfabriks pensionsstiftelse för kompletterande pensionsförmåner åt tjänstemän 1961.

## Efterkrigstiden
År 1953 tillkom lagen om "motverkande i vissa fall av konkurrensbegränsning inom näringslivet". Malmö Strumpfabrik hade före lagen ett bruttoprissystem gentemot sina kunder men nu påbjöds riktpriser istället. Malmö Strumpfabrik anmäldes till näringsfrihetsombudsmannen för att bruttoprissystemet hade bibehållits. Malmö Strumpfabrik slapp undan åtal men fick en skarp varning.
Under 1946 var antalet anställda uppe i över tusen men rationaliseringarna under 1950-talet reducerade arbetsstyrkan avsevärt. Den var nere i 585 under 1957 och arbetsstyrkan ökade inte i nämnvärd omfattning på 1960-talet. År 1959 köpte förvaltningsbolaget Investment AB Borgen alla aktier i Malmö Strumpfabrik. Förvaltningsbolaget ägdes i sin tur av Stiftelsen Åke Wiberg. Magnus Wiberg avled 1960 och till verkställande direktör utsågs dåvarande produktionschefen Karl Ahlström. År 1962 tillkom A/S Vogue-strømpen, Danmark. 
Redan 1958 experimenterade Malmö Strumpfabrik med strumpbyxor men inte förrän 1967 blev byxstrumpan populär i och med det korta kjolmodet. Efterfrågan, både i Sverige och utomlands, var stor på den nya varan och ny personal fick anställas och läras upp. I samband med den expansionen var det många invandrarkvinnor som fick anställning. År 1968 fick Malmö Strumpfabrik och Sveriges Förenade Trikåfabriker , sedermera Eiserkoncernen, licensrätt i Sverige på en strumpbyxa som inte behövde formas. Under 1960-talet tillverkades Jerseyväv vilken exporterades i stor omfattning.
I ett led att klara konkurrensen med utlandet köptes Malmö Strumpfabrik upp av AB Sveriges Förenade Trikåfabriker år 1971.
År 1992 lades tillverkningen av strumpor helt ner på Malmöfabriken, men märkesnamnen Nivella och Vogue finns kvar. Arkivet med tillhörande foto- och filmsamling finns på Malmö stadsarkiv.